# Giro de Italia 1992
La 75ª edición del Giro de Italia se disputó del 24 de mayo al 14 de junio de 1992, con un recorrido de 21 etapas y 3843 km, que se recorrieron a una velocidad media de 37,092 km/h.
Franco Chioccioli, ganador de la edición anterior, partía entre los favoritos, junto a Claudio Chiappucci y Miguel Induráin, dos de los más importantes corredores del panorama internacional de aquellos años.
En la 2.ª etapa en línea, Induráin se hacía con la maglia rosa, tras producirse un corte en los últimos kilómetros. La 3.ª etapa, una contrarreloj de 38 km, sirvió para que el ciclista navarro reafirmara su condición de líder de la carrera.
En la 9.ª etapa se produjo la primera gran selección. El último ganador del Giro, Franco Chioccioli, fue el más perjudicado, al perder casi tres minutos y medio en la meta. El escalador colombiano Lucho Herrera fue el vencedor de la etapa. En la etapa siguiente, Chioccioli, que se encontraba ya a más de seis minutos del líder, se escaparía junto a Roberto Pagnin y Marco Lietti, consiguiendo reducir en unos dos minutos y medio su desventaja.
No hubo grandes diferencias en las dos etapas de alta montaña que atravesaron los Dolomitas, con finales en Corvara Alta Badia y en el Monte Bondone, que se disputaron bajo un tiempo bastante malo. Induráin controló la carrera en todo momento, sin dar ni un segundo de ventaja a sus principales rivales.
La 18.ª etapa fue la más larga de esta edición, con un total de 260 km, durante los cuales fue protagonista el español Ramón González Arrieta, el cual tras marchar escapado durante gran parte de la etapa junto a otros 23 corredores, estuvo destacado en solitario cerca del final de la etapa. Sin embargo, en los últimos dos kilómetros de la ascensión final, fue rebasado por el alemán Udo Bölts, ganador final de la etapa. Arrieta solo pudo ser segundo.
La última etapa fue una contrarreloj individual de 66 km con final en Milán. Demostrando el gran estado de forma con el que finalizaba la carrera, Miguel Induráin ganó la etapa con una gran diferencia, llegando a doblar a su predecesor, Claudio Chiappucci, que había salido tres minutos antes.
Así, Induráin se convertía en el primer ciclista español en ganar el Giro de Italia. Le acompañaron en el podio los italianos Chiappucci y Chioccioli. Aquel año, el Giro vio también nacer a una joven promesa, el ruso Pável Tonkov, 7.º en la clasificación final, que daría mucho que hablar en las futuras ediciones de la ronda italiana.

## Equipos participantes
| N.    | Code | Équipe                    |
| ----- | ---- | ------------------------- |
| 1-9   | GBM  | GB-MG Maglificio          |
| 11-19 | AMO  | Amore & Vita-Fanini       |
| 21-29 | BAN  | Banesto                   |
| 31-39 | CAR  | Carrera-Vagabond          |
| 41-49 | CAS  | Castorama                 |
| 51-59 | ARI  | Ariostea                  |
| 61-69 | LOS  | Festina-Lotus             |
| 71-79 | GAT  | Gatorade-Chateau d'Ax     |
| 81-89 | ITA  | Italbonifica-Navigare     |
| 91-99 | JOL  | Jolly Componibili-Club 88 |

| N.      | Code | Équipe                       |
| ------- | ---- | ---------------------------- |
| 101-109 | LAM  | Lampre-Colnago               |
| 111-119 | MER  | Mercatone Uno                |
| 121-129 | MAG  | Motorola-Magniflex           |
| 131-139 | ONC  | ONCE                         |
| 141-149 | RYA  | Postobon-Manzana-Ryalcao     |
| 151-159 | SEU  | Seur                         |
| 161-169 | TEL  | Telekom-Merckx               |
| 171-179 | TUL  | Tulip Computers              |
| 181-189 | Z    | Z                            |
| 191-199 | ZGM  | ZG Mobili-Fonti Sant'Antonio |

## Etapas
| Etapa | Fecha       | Recorrido                             | km       | Ganador de la etapa | Líder de la clasificación general |
| Pr.   | 24 de mayo  | Génova                                | 8 (CRI)  | Thierry Marie       | Thierry Marie                     |
| 1.ª   | 25 de mayo  | Génova-Uliveto Terme                  | 198      | Endrio Leoni        | Thierry Marie                     |
| 2.ª   | 26 de mayo  | Uliveto Terme-Arezzo                  | 174      | Maximilian Sciandri | Miguel Induráin                   |
| 3.ª   | 27 de mayo  | Arezzo-Sansepolcro                    | 38 (CRI) | Miguel Induráin     | Miguel Induráin                   |
| 4.ª   | 28 de mayo  | Sansepolcro-Porto Sant'Elpidio        | 198      | Mario Cipollini     | Miguel Induráin                   |
| 5.ª   | 29 de mayo  | Porto Sant'Elpidio-Sulmona            | 223      | Franco Vona         | Miguel Induráin                   |
| 6.ª   | 30 de mayo  | Roccaraso-Melfi                       | 232      | Guido Bontempi      | Miguel Induráin                   |
| 7.ª   | 31 de mayo  | Melfi-Aversa                          | 184      | Mario Cipollini     | Miguel Induráin                   |
| 8.ª   | 1 de junio  | Aversa-Latina                         | 165      | Guido Bontempi      | Miguel Induráin                   |
| 9.ª   | 2 de junio  | Latina-Terminillo                     | 196      | Luis Herrera        | Miguel Induráin                   |
| 10.ª  | 3 de junio  | Montepulciano-Imola                   | 233      | Roberto Pagnin      | Miguel Induráin                   |
| 11.ª  | 4 de junio  | Imola-Bassano del Grappa              | 214      | Endrio Leoni        | Miguel Induráin                   |
| 12.ª  | 5 de junio  | Bassano del Grappa-Corvara Alta Badia | 204      | Franco Vona         | Miguel Induráin                   |
| 13.ª  | 6 de junio  | Corvara Alta Badia-Monte Bondone      | 205      | Giorgio Furlan      | Miguel Induráin                   |
| 14.ª  | 7 de junio  | Riva del Garda-Palazzolo sull'Oglio   | 171      | François Simon      | Miguel Induráin                   |
| 15.ª  | 8 de junio  | Palazzolo sull'Oglio-Sondrio          | 166      | Marco Saligari      | Miguel Induráin                   |
| 16.ª  | 9 de junio  | Sondrio-Vercelli                      | 203      | Mario Cipollini     | Miguel Induráin                   |
| 17.ª  | 10 de junio | Vercelli-Monviso                      | 200      | Marco Giovannetti   | Miguel Induráin                   |
| 18.ª  | 11 de junio | Saluzzo-Pila                          | 260      | Udo Bölts           | Miguel Induráin                   |
| 19.ª  | 12 de junio | St Vicent-Verbania                    | 201      | Franco Chioccioli   | Miguel Induráin                   |
| 20.ª  | 13 de junio | Verbania-Vigevano                     | 160      | Mario Cipollini     | Miguel Induráin                   |
| 21.ª  | 14 de junio | Vigevano-Milán                        | 66 (CRI) | Miguel Induráin     | Miguel Induráin                   |

## Clasificaciones

### Clasificación general(Maglia Rosa)
| \| Clasificación general \| Clasificación general \| Clasificación general \| Clasificación general \| Clasificación general \| \| Ciclista \| Ciclista \| Equipo \| Tiempo \| \| \| --------------------- \| ---------------------- \| -------------------------------- \| --------------------- \| --------------------- \| \| 1.º \| Miguel Induráin \| Banesto \| 103 h 36 min 08 s \| \| \| 2.º \| Claudio Chiappucci \| Carrera Jeans-Tassoni \| + 5 min 12 s \| \| \| 3.º \| Franco Chioccioli \| GB-MG Boys Maglificio-Bianchi \| + 7 min 16 s \| \| \| 4.º \| Marco Giovannetti \| Gatorade-Chateau d'Ax \| + 8 min 01 s \| \| \| 5.º \| Andrew Hampsten \| Motorola \| + 9 min 16 s \| \| \| 6.º \| Franco Vona \| GB-MG Boys Maglificio-Bianchi \| + 11 min 12 s \| \| \| 7.º \| Pável Tonkov \| Lampre-Colnago-Animex \| + 17 min 15 s \| \| \| 8.º \| Lucho Herrera \| Postobón Manzana-Ryalcao \| + 17 min 53 s \| \| \| 9.º \| Roberto Conti \| Ariostea \| + 19 min 14 s \| \| \| 10.º \| Bruno Cornillet \| Z \| + 20 min 03 s \| \| \| 11.º \| Uwe Ampler \| Telekom-Merckx \| + 21 min 12 s \| \| \| 12.º \| Massimiliano Lelli \| Ariostea \| + 21 min 50 s \| \| \| 13.º \| Gianni Faresin \| ZG Mobili-Selle Italia \| + 26 min 05 s \| \| \| 14.º \| Flavio Giupponi \| Mercatone Uno-Zucchini-Medeghini \| + 27 min 41 s \| \| \| 15.º \| Juan Tomás Martínez \| Lotus-Festina \| + 32 min 20 s \| \| \| 16.º \| Ramón González Arrieta \| Lotus-Festina \| + 33 min 46 s \| \| \| 17.º \| Zenon Jaskuła \| GB-MG Boys Maglificio-Bianchi \| + 35 min 46 s \| \| \| 18.º \| Bruno Leali \| Mercatone Uno-Zucchini-Medeghini \| + 43 min 18 s \| \| \| 19.º \| Giorgio Furlan \| Ariostea \| + 51 min 42 s \| \| \| 20.º \| Piotr Ugriúmov \| Seur \| + 56 min 40 s \| \| \| 21.º \| Paolo Botarelli \| Jolly Componibili-Club 88 \| + 57 min 22 s \| \| \| 22.º \| Fabrice Philipot \| Banesto \| + 1 h 01 min 29 s \| \| \| 23.º \| Ivan Gotti \| Gatorade-Chateau d'Ax \| + 1 h 01 min 36 s \| \| \| 24.º \| Nelson Rodríguez \| ZG Mobili-Selle Italia \| + 1 h 02 min 22 s \| \| \| 25.º \| Dominique Arnould \| Castorama \| + 1 h 05 min 37 s \| \| |                        |                                  |                   |
| |                        |                                  |                   |
| |                        |                                  |                   |
| Clasificación general |                        |                                  |                   |
| Ciclista | Ciclista               | Equipo                           | Tiempo            |
| 1.º | Miguel Induráin        | Banesto                          | 103 h 36 min 08 s |
| 2.º | Claudio Chiappucci     | Carrera Jeans-Tassoni            | + 5 min 12 s      |
| 3.º | Franco Chioccioli      | GB-MG Boys Maglificio-Bianchi    | + 7 min 16 s      |
| 4.º | Marco Giovannetti      | Gatorade-Chateau d'Ax            | + 8 min 01 s      |
| 5.º | Andrew Hampsten        | Motorola                         | + 9 min 16 s      |
| 6.º | Franco Vona            | GB-MG Boys Maglificio-Bianchi    | + 11 min 12 s     |
| 7.º | Pável Tonkov           | Lampre-Colnago-Animex            | + 17 min 15 s     |
| 8.º | Lucho Herrera          | Postobón Manzana-Ryalcao         | + 17 min 53 s     |
| 9.º | Roberto Conti          | Ariostea                         | + 19 min 14 s     |
| 10.º | Bruno Cornillet        | Z                                | + 20 min 03 s     |
| 11.º | Uwe Ampler             | Telekom-Merckx                   | + 21 min 12 s     |
| 12.º | Massimiliano Lelli     | Ariostea                         | + 21 min 50 s     |
| 13.º | Gianni Faresin         | ZG Mobili-Selle Italia           | + 26 min 05 s     |
| 14.º | Flavio Giupponi        | Mercatone Uno-Zucchini-Medeghini | + 27 min 41 s     |
| 15.º | Juan Tomás Martínez    | Lotus-Festina                    | + 32 min 20 s     |
| 16.º | Ramón González Arrieta | Lotus-Festina                    | + 33 min 46 s     |
| 17.º | Zenon Jaskuła          | GB-MG Boys Maglificio-Bianchi    | + 35 min 46 s     |
| 18.º | Bruno Leali            | Mercatone Uno-Zucchini-Medeghini | + 43 min 18 s     |
| 19.º | Giorgio Furlan         | Ariostea                         | + 51 min 42 s     |
| 20.º | Piotr Ugriúmov         | Seur                             | + 56 min 40 s     |
| 21.º | Paolo Botarelli        | Jolly Componibili-Club 88        | + 57 min 22 s     |
| 22.º | Fabrice Philipot       | Banesto                          | + 1 h 01 min 29 s |
| 23.º | Ivan Gotti             | Gatorade-Chateau d'Ax            | + 1 h 01 min 36 s |
| 24.º | Nelson Rodríguez       | ZG Mobili-Selle Italia           | + 1 h 02 min 22 s |
| 25.º | Dominique Arnould      | Castorama                        | + 1 h 05 min 37 s |

### Clasificación por puntos(Maglia Ciclamino)
| Clasificación por puntos | Clasificación por puntos | Clasificación por puntos      | Clasificación por puntos | Clasificación por puntos |
| Ciclista                 | Ciclista                 | Equipo                        | Puntos                   |                          |
| ------------------------ | ------------------------ | ----------------------------- | ------------------------ | ------------------------ |
| 1.º                      | Mario Cipollini          | GB-MG Boys Maglificio-Bianchi | 236 pts                  |                          |
| 2.º                      | Miguel Induráin          | Banesto                       | 208 pts                  |                          |
| 3.º                      | Maximilian Sciandri      | Motorola                      | 177 pts                  |                          |
| 4.º                      | Claudio Chiappucci       | Carrera Jeans-Tassoni         | 171 pts                  |                          |
| 5.º                      | Franco Chioccioli        | GB-MG Boys Maglificio-Bianchi | 148 pts                  |                          |

### Clasificación de la montaña(Maglia Verde)
| Clasificación de la montaña | Clasificación de la montaña | Clasificación de la montaña | Clasificación de la montaña | Clasificación de la montaña |
| Ciclista                    | Ciclista                    | Equipo                      | Puntos                      |                             |
| --------------------------- | --------------------------- | --------------------------- | --------------------------- | --------------------------- |
| 1.º                         | Claudio Chiappucci          | Carrera Jeans-Tassoni       | 76 pts                      |                             |
| 2.º                         | Roberto Conti               | Ariostea                    | 45 pts                      |                             |
| 3.º                         | Miguel Induráin             | Banesto                     | 35 pts                      |                             |
| 4.º                         | Giorgio Furlan              | Ariostea                    | 31 pts                      |                             |
| 5.º                         | Giuseppe Calcaterra         | Amore & Vita-Fanini         | 23 pts                      |                             |

### Clasificación de los jóvenes(Maglia Bianca)
| Clasificación del mejor joven | Clasificación del mejor joven | Clasificación del mejor joven | Clasificación del mejor joven | Clasificación del mejor joven |
| Ciclista                      | Ciclista                      | Equipo                        | Tiempo                        |                               |
| ----------------------------- | ----------------------------- | ----------------------------- | ----------------------------- | ----------------------------- |
| 1.º                           | Pável Tonkov                  | Lampre-Colnago-Animex         | 103 h 53 min 23 s             |                               |
| 2.º                           | Ivan Gotti                    | Gatorade-Chateau d'Ax         | + 44 min 21 s                 |                               |
| 3.º                           | Armand de Las Cuevas          | Banesto                       | + 1 h 31 min 43 s             |                               |
| 4.º                           | Davide Perona                 | ZG Mobili-Selle Italia        | + 1 h 56 min 14 s             |                               |
| 5.º                           | Rúber Albeiro Marín           |                               | + 2 h 10 min 41 s             |                               |

### Clasificación intergiro
| Clasificación intergiro |                    |         |                  |
| Ciclista                | Ciclista           | Equipo  | Tiempo           |
| ----------------------- | ------------------ | ------- | ---------------- |
| 1.º                     | Miguel Induráin    | Banesto | 57 h 38 min 08 s |
| 2.º                     | Claudio Chiappucci | Carrera | + 2 min 03 s     |
| 3.º                     | Laurent Bezault    | Z       | + 2 min 08 s     |

### Clasificación por equipos
| Clasificación por equipos | Clasificación por equipos        | Clasificación por equipos | Clasificación por equipos |
| Equipo                    | Equipo                           | Tiempo                    |                           |
| ------------------------- | -------------------------------- | ------------------------- | ------------------------- |
| 1.º                       | GB-MG Boys Maglificio-Bianchi    | 311 h 21 min 55 s         |                           |
| 2.º                       | Ariostea                         | + 22 min 34 s             |                           |
| 3.º                       | Gatorade-Chateau d'Ax            | + 22 min 34 s             |                           |
| 4.º                       | Mercatone Uno-Zucchini-Medeghini | + 52 min 13 s             |                           |
| 5.º                       | Banesto                          | + 56 min 15 s             |                           |